# Rue Mouffetard
La rue Mouffetard è una via del V arrondissement di Parigi.
Si tratta di una delle vie più antiche di Parigi, probabilmente tracciata ai tempi dei Romani nel I secolo. Molto pittoresca, è uno degli assi del quartiere latino più frequentato a causa dei numerosi ristoranti. Lunga 650 m, essa scende in dolce pendenza dal Monte di Santa Genoveffa verso la chiesa di San Medardo e l'antico letto della Bièvre.

## Storia
Le prime indicazioni di ciò che diventerà la rue Mouffetard risalgono al periodo romano del I secolo, con una strada che andava da Lutezia all'attuale Ivry-sur-Seine passando per la montagna di Sainte-Geneviève e lasciando le arene di Lutezia sulla destra, per andare a raggiungere l'antico cardo che corrisponde all'attuale Rue Saint-Jacques al livello delle Terme di Cluny nella Lucotezia..
La via subì modifiche al suo tracciato nel XIII secolo su una collina (il Monte Cetard) costituito da discariche e terreno alluvionale accumulatisi nel corso dei secoli.
Il suo nome potrebbe essere il risultato di una deformazione di « Mont Cétard » (proveniente da Mons Cetarius o Mons Cetardus, in francese « Mont-Cétard », alterato in « Mont-Fétard »), ma molto più probabilmente si tratta di una deformazione del termine mofette, quest'ultimo significante allora esalazione pestilenziale od odore insopportabile. Édouard Fournier (1860) indica, a sostegno di quest'ipotesi, che sulla riva destra si trovava parimenti una montagnola di melma chiamata « la butte Bonne-Nouvelle » (la collina Buona Novella) e che possedeva anch'essa un cammino chiamato Mouffetard, divenuto poi la rue de Cléry.
Questa strada portava tuttavia altri nomi: all'inizio del XVII secolo era la Saint-Marcel poi rue Saint-Marceau. Familiarmente essa è detta la Mouffe.
Il piccolo cimitero dietro la chiesa di San Medardo (ubicazione della rue de Candolle), alla parte bassa di rue Mouffetard, fu teatro nel XVIII secolo del curioso episodio dei convulsionari di san Medardo.
Fino alla metà del XIX secolo la rue Mouffetard attraversava la Bièvre presso la chiesa di San Medardo e risaliva al sud fino alla barrière d'Italie (divenuta poi place d'Italie). Allora essa aveva una lunghezza di 1500 m e faceva parte dell'antico II arrondissement.
I lavori di Haussmann l'hanno amputata della sua parte più meridionale per costruire la rue de Bazeilles e l'avenue des Gobelins.

## Contesto commerciale
La rue Mouffetard è famosa per la sua animazione e la densità dei suoi piccoli commerci di ogni genere. La parte alta di rue Mouffetard, fino alla place de la Contrescarpe e all'inizio della sua discesa verso san Medardo, è essenzialmente composta da negozi di alimentari e bevande: café-restaurant, birrerie, servizi di ristorazione rapida e bar si succedono. La notte è la parte più artistica e attiva.
La parte bassa della rue Mouffetard, che ha inizio all'incrocio con la rue Jean-Calvin, è un mercato quotidiano di primizie e da commercio locale tradizionale destinato agli abitanti del quartiere: macellerie, pescherie, formaggerie, panetterie, negozi di verdure, vinerie, trattorie, drogherie e negozi di chincaglierie, così come bar e caffè di quartiere. Essa accoglie parimenti un cinema di quartiere di due sale denominate La spada di legno e classificate art et essai.

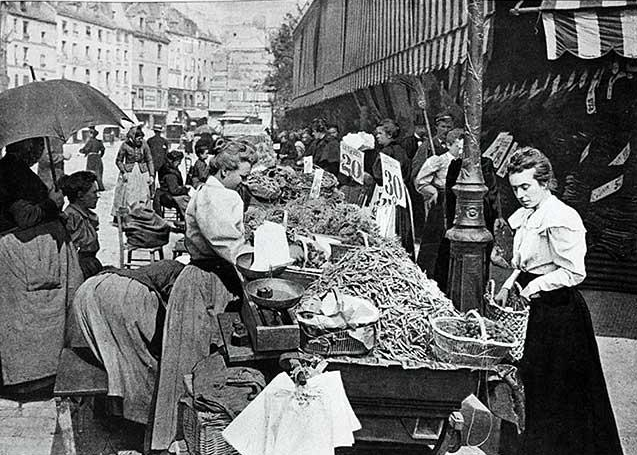
Il mercato della rue Mouffetard nel 1896.
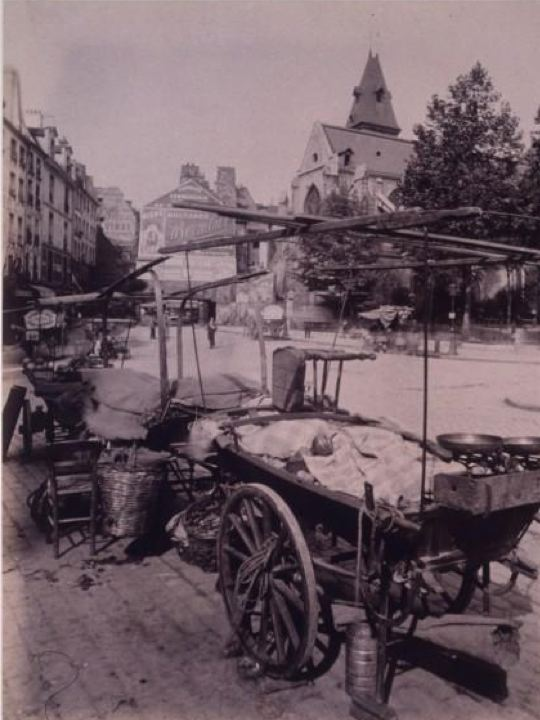
Venditori del mercato Mouffetard, Eugène Atget (1910)
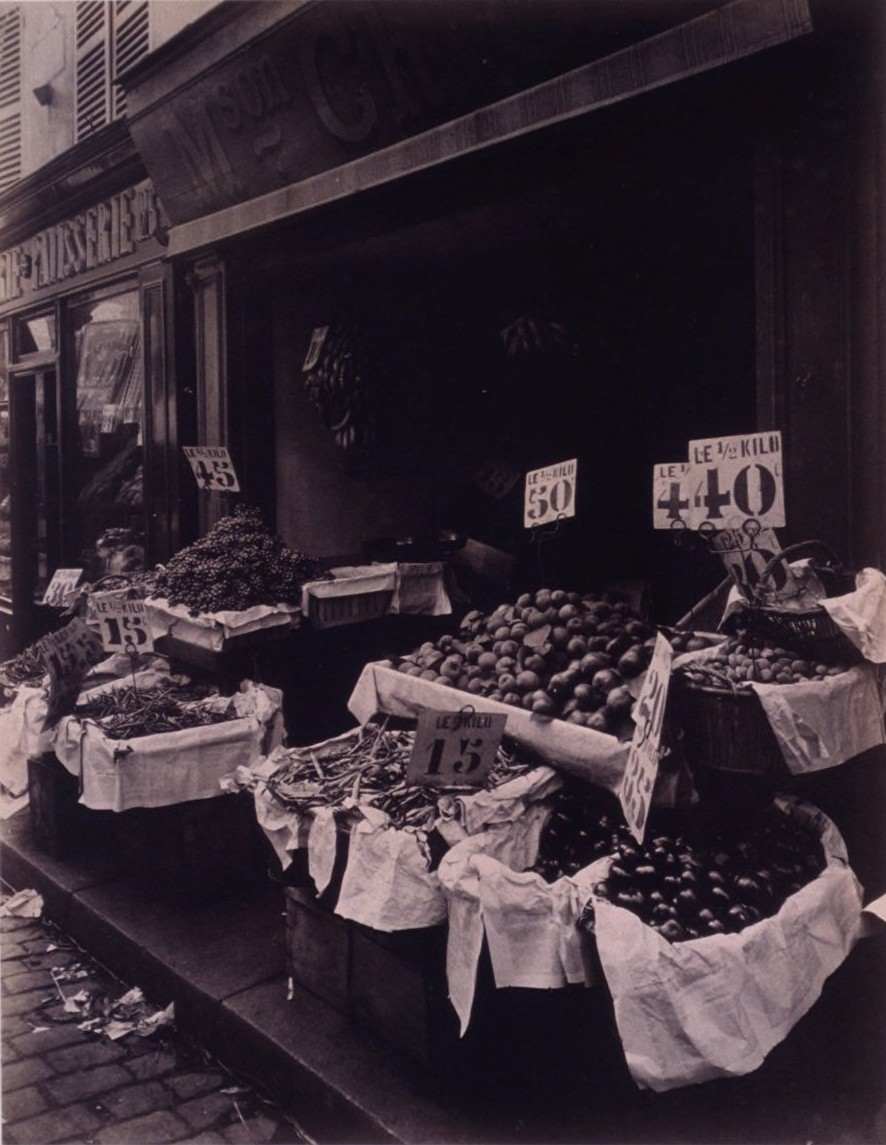
Fruttivendolo al numero 124, Eugène Atget (1910)
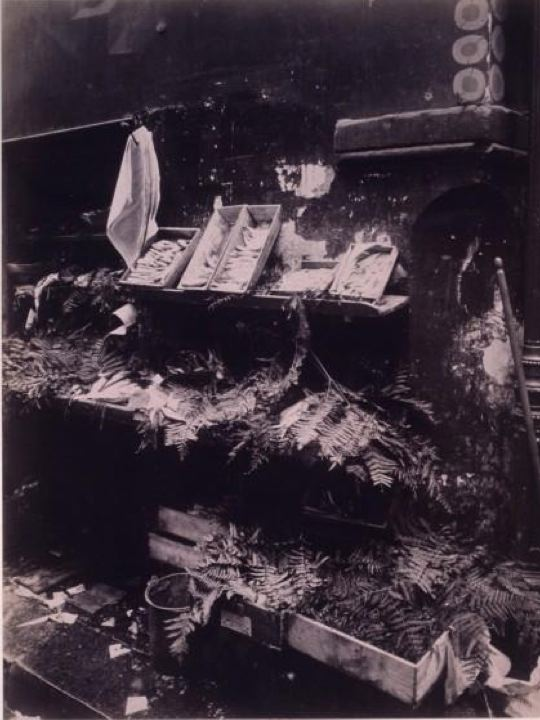
Pescivendolo all'angolo della rue Daubenton, Eugène Atget (1910)

## Edifici notevoli e luoghi di ricordi

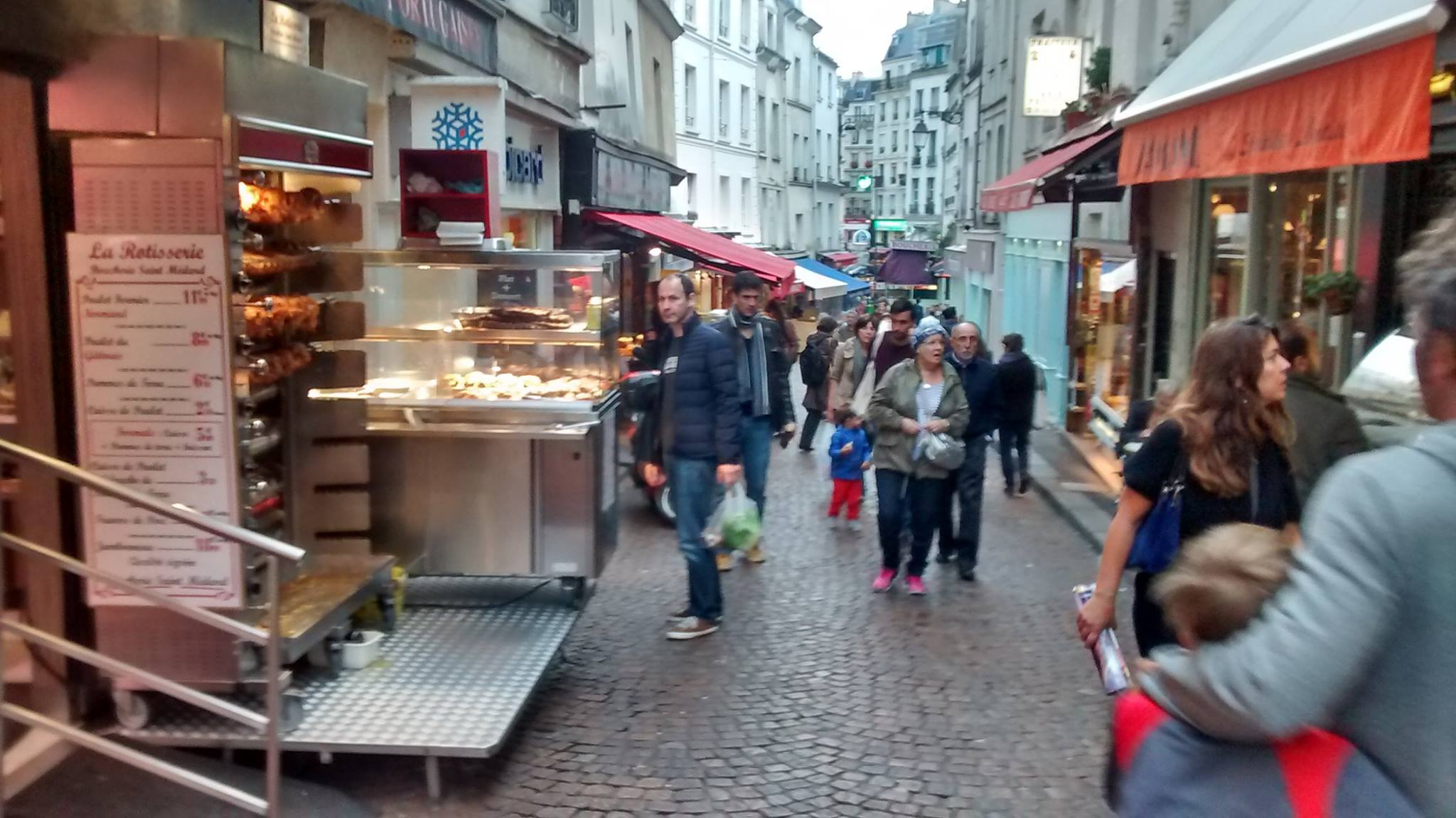
Passeggiata gastronomica

- Al n. 1: insegna dell'antico cabaret della Pomme de Pin.
- Al n. 6: insegna di un'antica macelleria classificata nell'inventario supplementare dei monumenti storici del 5º arrondissement di Parigi[4].
- Al n. 14: insegna dell'antica cioccolateria Au Nègre joyeux.
- Al n. 52: il corridoio d'ingresso è pavimentato con vecchie pietre tombali.
- Al n. 53 fu scoperto nel 1938 il tesoro di Louis Nivelle, avvocato al parlamento di Parigi sotto Luigi XV, composto da pezzi d'oro.
- La fontana del Pot-de-Fer situata al n. 60, all'angolo della rue du Pot-de-Fer. Alimentata originariamente (1624) dall'Acquedotto d'Arcueil, l'édificio attuale data dal XVIII secolo. Dal 1925 è classificata come monumento storico.[5].
- Al n. 61 Lato posteriore della caserma Monge della guardia repubblicana. Fu inizialmente il convento delle canonichesse regolari ospedaliere della misericordia di Gesù. Chiuso durante la rivoluzione, è stato trasformato in caserma militare con il nome di caserne Mouffetard
- Al n. 69 Le Vieux Chêne, un'antica sala da ballo datata 1864 e ritenuta la più antica di Parigi
- Al n. 73 il Teatro Mouffetard.
- Ai n. 74-76: biblioteca e discoteca comunali Mohammed Arkoun.
- Al n. 122, un'antica insegna dipinta in rilievo, À la bonne source, sulla facciata[6]
- Al n. 134, facciata dipinta classificata [7]
- La chiesa di San Medardo, edificio religioso del XV secolo, dal 1906 classificato come monumento storico.[8].
- Al n. 140: nella soffitta Jean Grave animava la redazione del Les Temps nouveaux (1895-1914).
- All'angolo di piazza san Medardo si trovava la fontana Censier, distrutta nel 1867-1868.

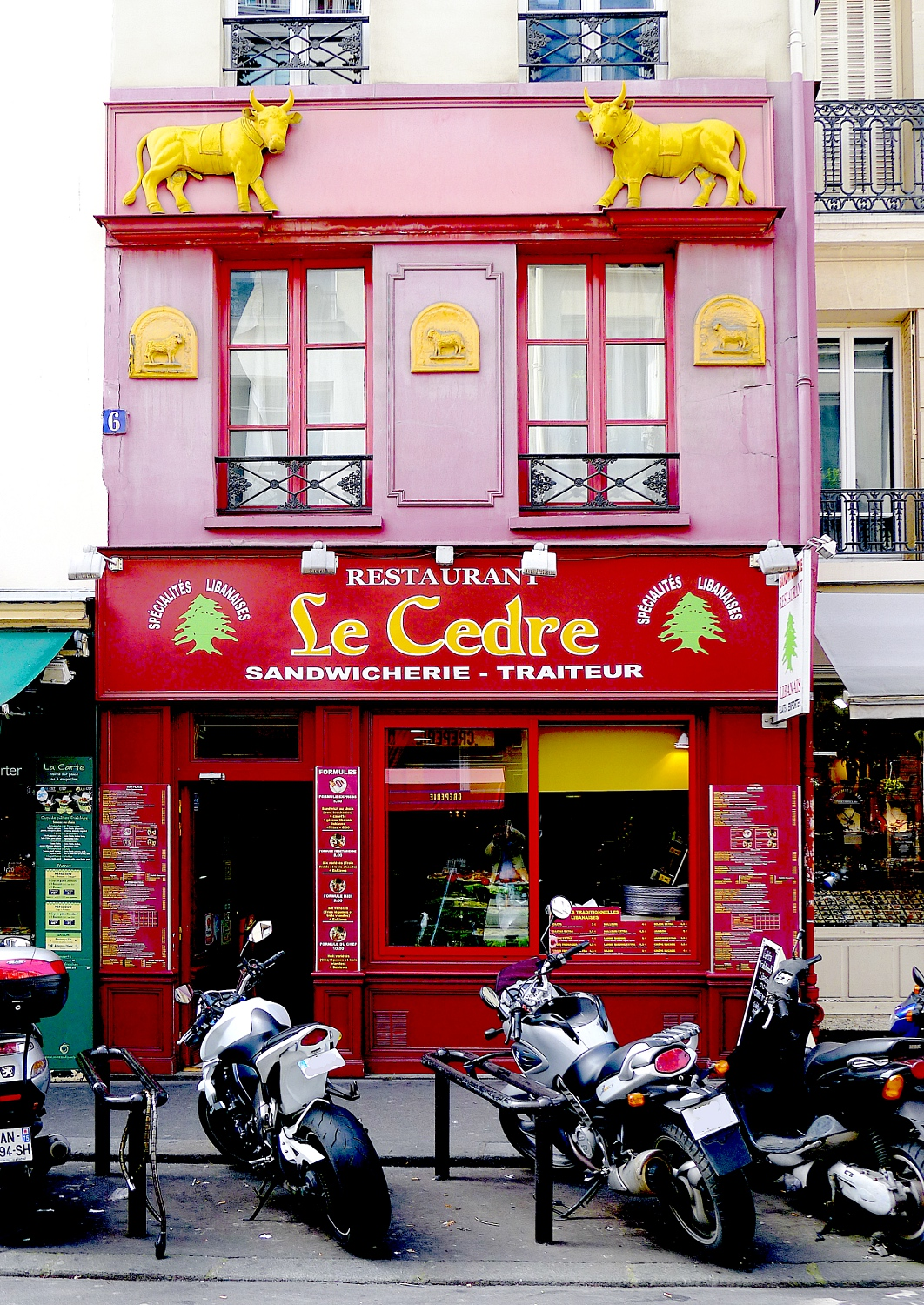
Immobile al n. 6, un'antica macelleria.
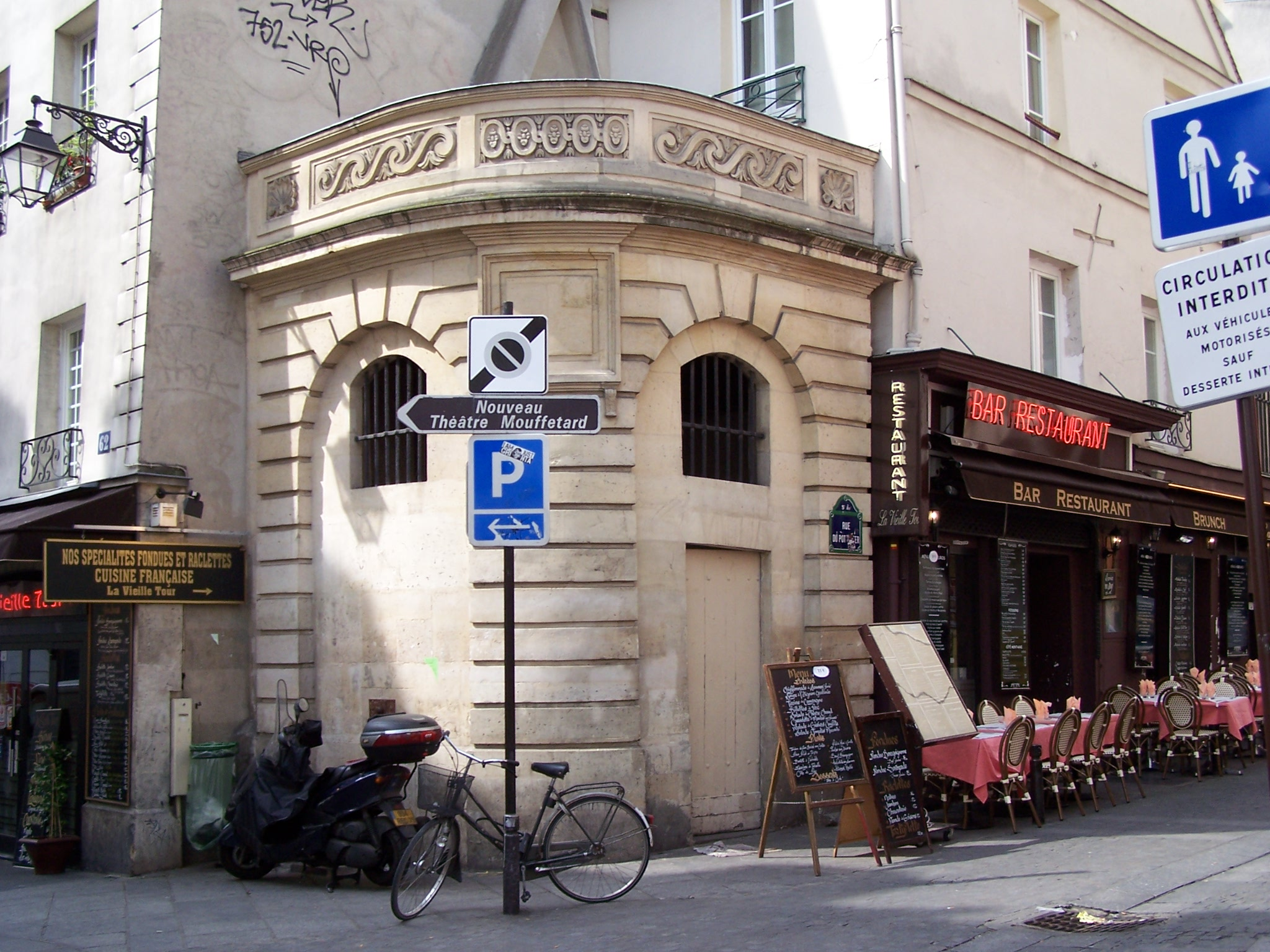
La fontaine du Pot-de-Fer, all'angolo della rue du Pot-de-Fer.
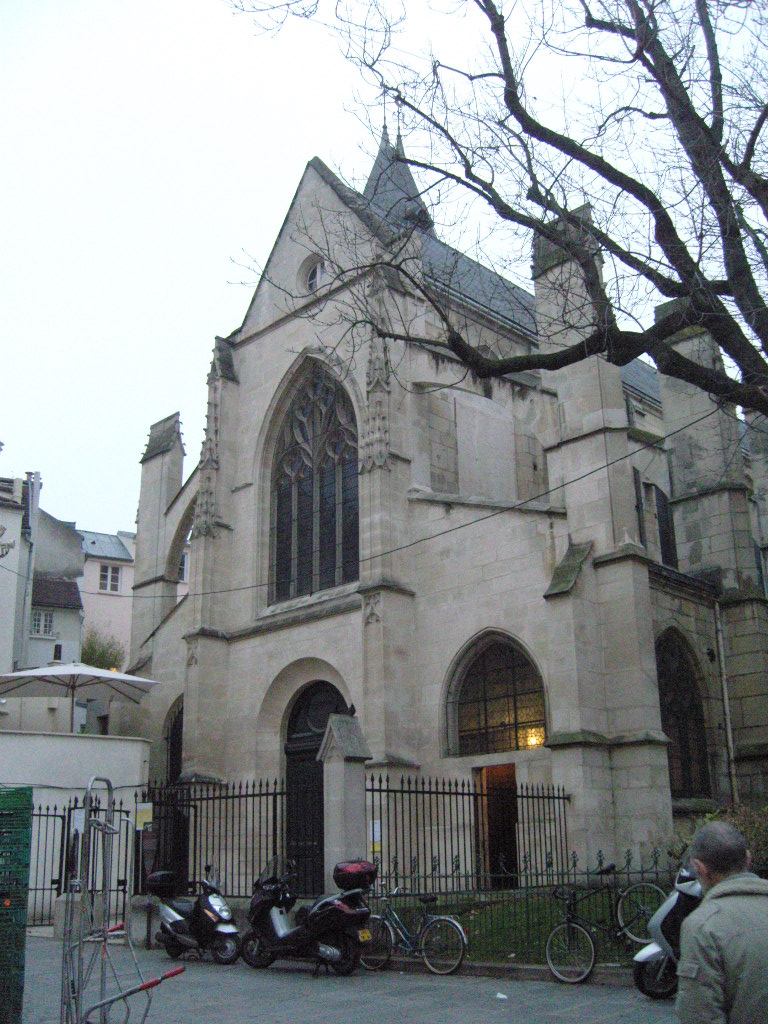
La chiesa di San Medardo
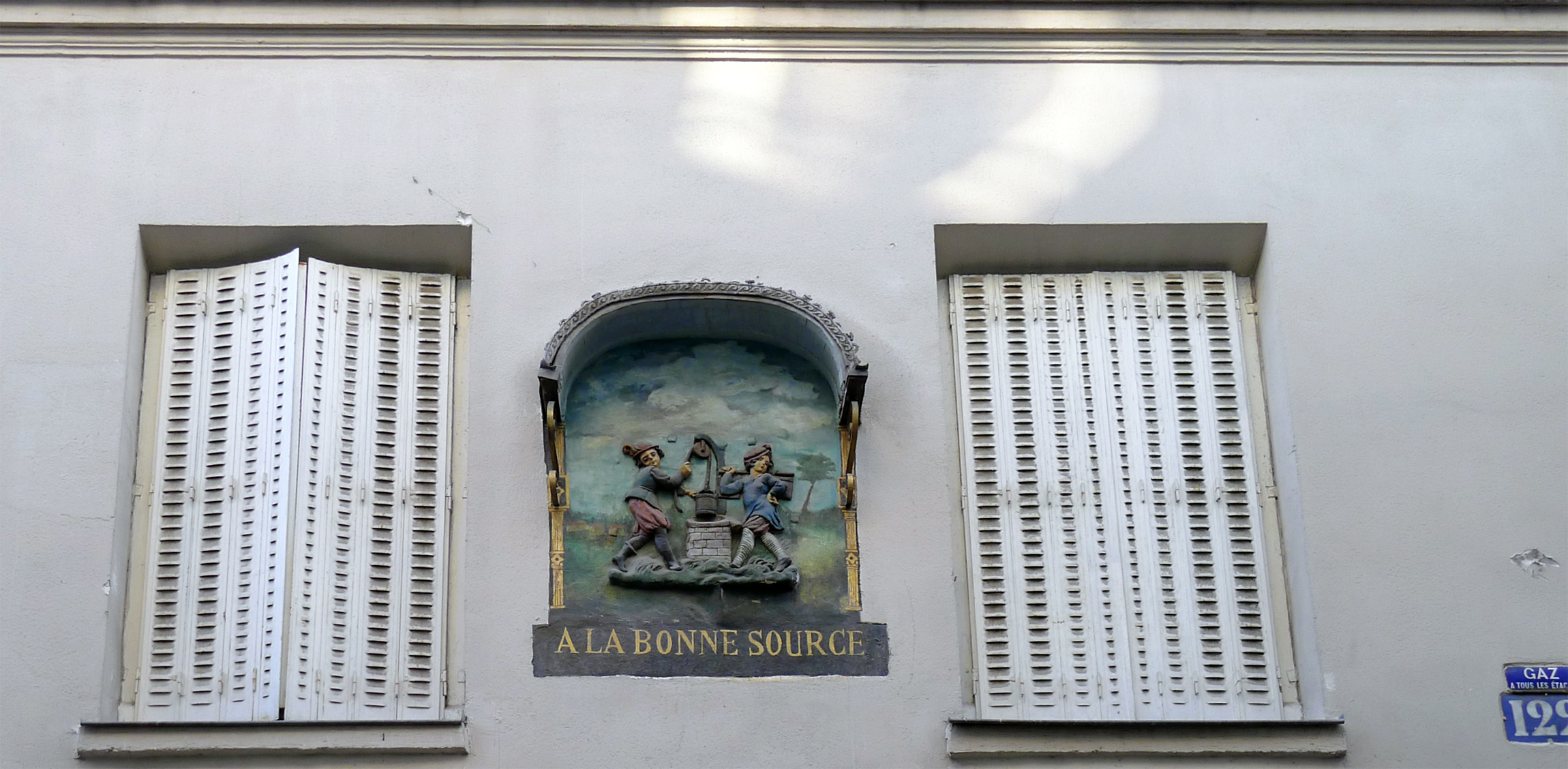
Immobile al n. 122, insegna classificata.
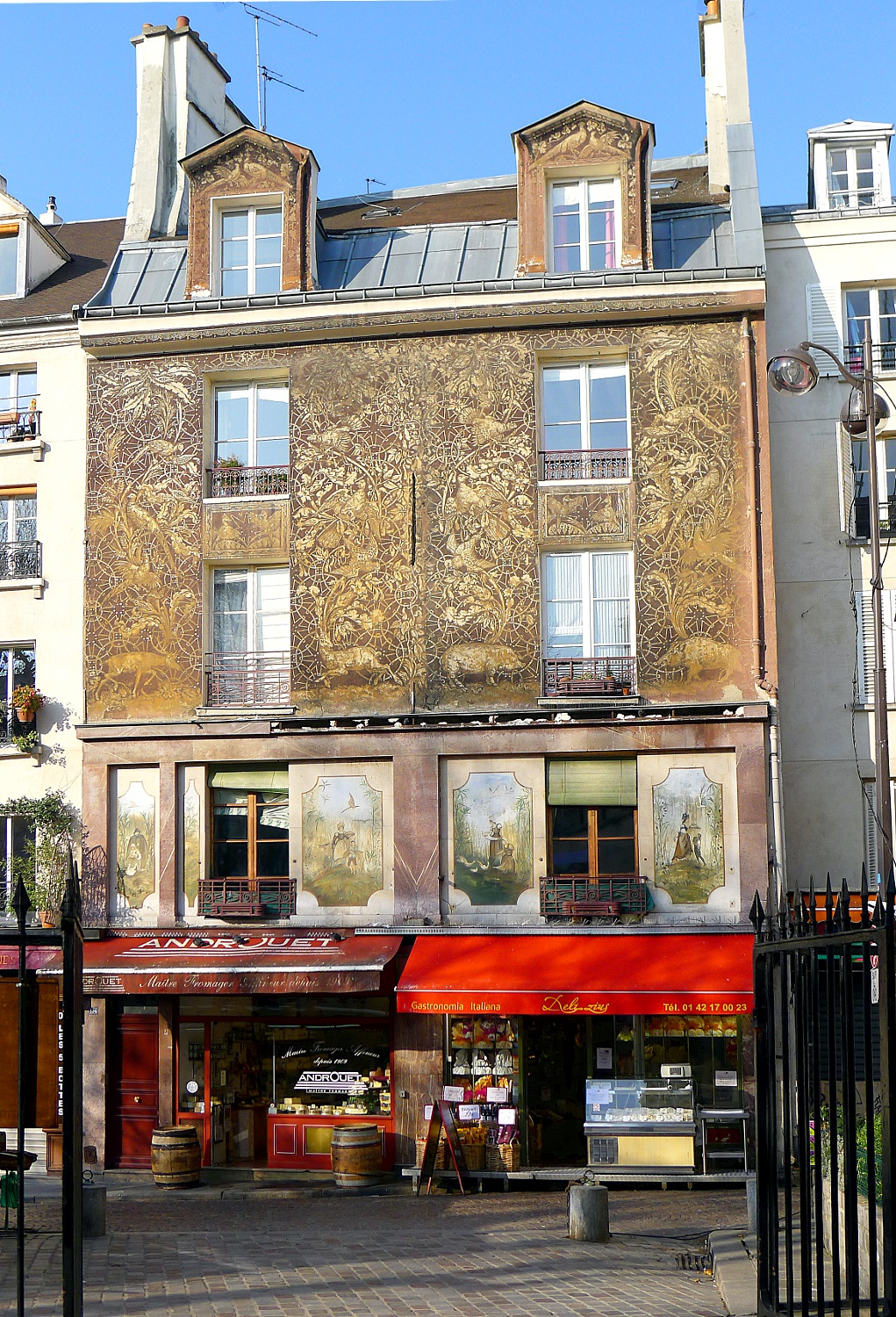
Immobile al n. 134, facciata dipinta.
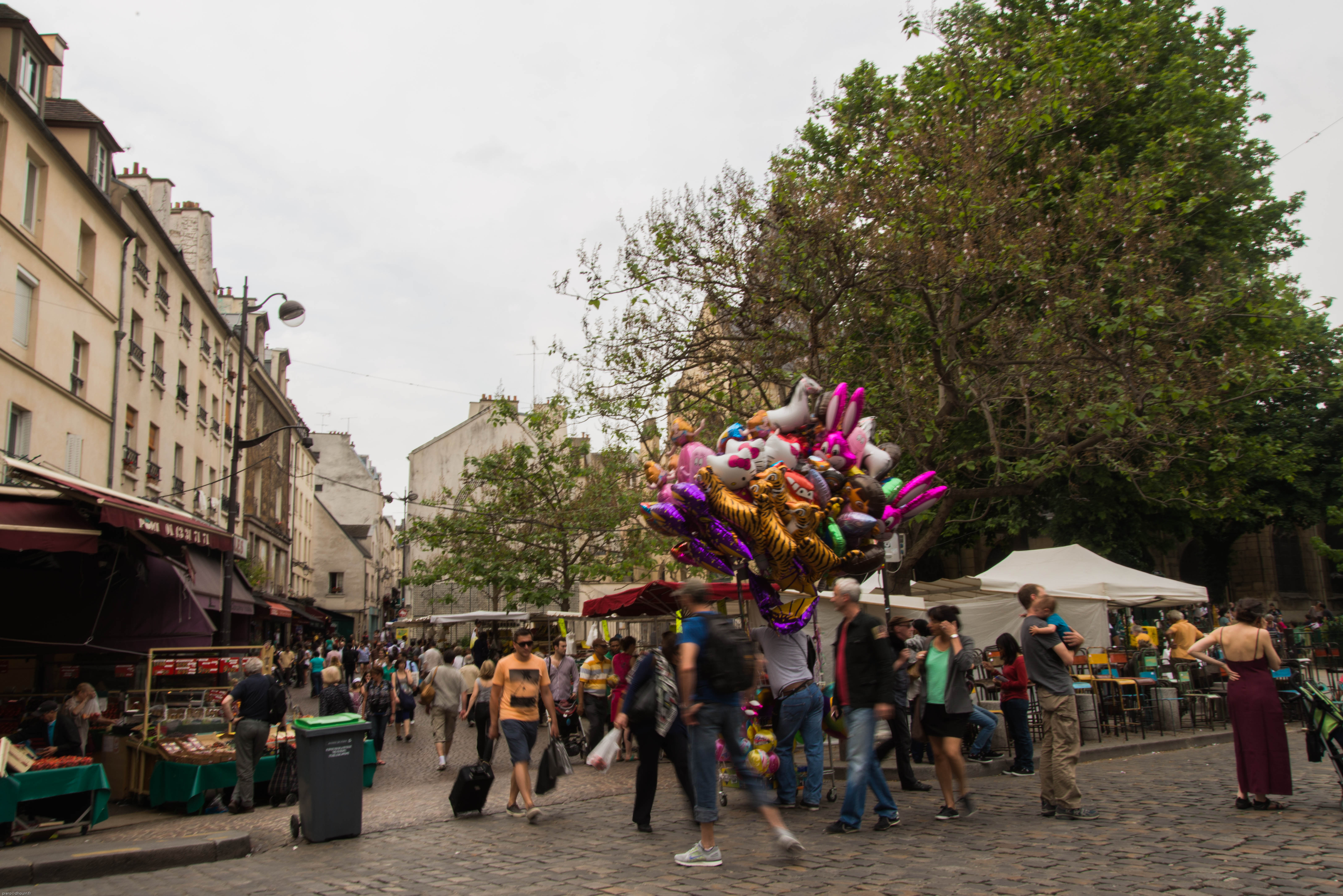
La parte bassa della via e il suo mercato.

### Cinema
Il film Sous le ciel de Paris di Julien Duvivier, girato nel 1951, colloca parecchie scene in rue Mouffetard, ove abitano molti personaggi centrali: una famiglia di commercianti (dei verdurieri: una coppia e le loro due nipoti) e una povera anziana signorina che vuol nutrire i suoi gatti.